# Referéndum de la Reforma Legislativa de Puerto Rico
Se realizó el referéndum de la reforma legislativa de Puerto Rico el 19 de agosto de 2012.

## Contexto
En el referéndum antes mencionado se le consultó al pueblo de Puerto Rico si estaban a favor o en contra de enmendar la Constitución de Puerto Rico en torno a reducir la cantidad de legisladores en Puerto Rico, de manera siguiente:
| Senado de Puerto Rico | Senado de Puerto Rico | Senado de Puerto Rico | Senado de Puerto Rico | Senado de Puerto Rico |
| --------------------- | --------------------- | --------------------- | --------------------- | --------------------- |
|                       | Distrito              | Acumulación           | Adición               | Total                 |
| Actual                | 16                    | 11                    | 9*                    | 27                    |
| Reformado             | 11                    | 6                     | 6*                    | 17                    |

| Cámara de Representantes de Puerto Rico | Cámara de Representantes de Puerto Rico | Cámara de Representantes de Puerto Rico | Cámara de Representantes de Puerto Rico | Cámara de Representantes de Puerto Rico |
| --------------------------------------- | --------------------------------------- | --------------------------------------- | --------------------------------------- | --------------------------------------- |
|                                         | Distrito                                | Acumulación                             | Adición                                 | Total                                   |
| Actual                                  | 40                                      | 11                                      | 17*                                     | 51                                      |
| Reformado                               | 33                                      | 6                                       | 13*                                     | 39                                      |

*Nota: Los legisladores por adición solo entran en funciones si se activa el Art. III Sec. 7 de la Constitución de Puerto Rico. 